# Karel Hromádka (lední hokejista)
Karel Hromádka (23. května 1905 Praha – 30. března 1978 Tallahassee, USA) byl  československý hokejový útočník a trenér. Během své kariéry nastoupil v letech 1928 až 1936 i k 54 utkáním za československou reprezentaci, za níž vstřelil 16 gólů.

## Sportovní kariéra a úspěchy
Hromádka v lize působil v HOV Praha, posléze v LTC Praha, s nímž se stal mistrem ligy, a na závěr své kariéry též v SK Podolí. Tento klub také až do roku 1948 trénoval. Jeho bratrem byl lyžař Eduard Hromádka.
Za reprezentaci se účastnil tří mistrovství Evropy (v letech 1929, 1932 a 1933), šesti mistrovství světa (1928, 1930, 1931, 1934, 1935 a 1936) a dvou olympijských her (v letech 1928 a 1936). V letech 1929 a 1933 se stal mistrem Evropy v ledním hokeji.
V roce 2010 byl uveden do Síně slávy českého hokeje.